# Velenus
Velenus était le roi des Cadusii pendant le règne de Chapour Ier, entre 240 et 272.

## Histoire
Après que l'empereur romain Valérien I, en raison de sa trahison lors de la bataille d'Édesse, a été capturé par les Sassanides, le roi des Cadusii Velenus, dans sa lettre au shah sassanide Chapour Ier, a écrit : « Mes unités auxiliaires renvoyées par vous, saines et sauves, j'ai accepté avec plaisir. Mais du fait que vous ayez fait prisonnier Valérian, le souverain des souverains, je ne vous félicite pas beaucoup ; Je vous féliciterais davantage si vous le renvoyiez. Après tout, les Romains sont plus redoutables lorsqu'ils sont vaincus. Agissez comme il sied à une personne prudente, et que le bonheur, qui en a déjà trompé beaucoup, ne vous enflamme pas. Valerian a à la fois un fils, un empereur, et un petit-fils, César. Et que dire de tout le monde romain, qui se dresse tout entier contre vous ? Alors, rendez Valériane et faites la paix avec les Romains, ce qui nous sera également utile en vue des tribus pontiques ». Il s'agit de la seule mention de Velenus dans des sources écrites.